# Ngebedangel
Ngebedangel (auch: Gabodel Island, Gaboderu, Gamudoko-tō, Ngobasangel, Ngobosangl, Orolong) ist eine unbewohnte Insel von Palau.

## Geographie
Ngebedangel ist eine Insel im Bereich der UNESCO-Welterbestätte Südliche Lagune der Rock Islands, (Chelbacheb-Inseln). Sie liegt vor der Nordwestspitze der Hauptinsel Ngeruktabel und bildet die Fortsetzung des Höhenzuges von Ngkesill. Die Insel erreicht eine Höhe von 105 m und der Hügel Gamudoko im Süden steigt ebenfalls bis auf 88 m an. Der Kanal Kekereiel Toi trennt die Insel im Süden vom Kap Emesiochel. 
Im Nordwesten schließen sich die Ulong Islands an. 